# Big Two
Big two (em chinês: 大老二) é um jogo de cartas similar ao oito maluco e outros jogos de baralho cujo objetivo é desfazer de suas cartas. É por vezes chamada de pôquer chinês devido à sua origem chinesa e uso de mãos de pôquer, embora seja um jogo de natureza completamente diferente.
Este jogo é bastante popular no Leste da Ásia, especialmente em Hong Kong, Macau, Singapura, Malásia, e Taiwan. É jogado tanto casualmente como por dinheiro. É geralmente jogado com dois a quatro jogadores, com o baralho inteiro sendo distribuído para todos os jogadores, ou 13 cartas para cada jogador. O objetivo do jogo é ser o primeiro a desfazer de todas as suas cartas. Uma versão comercial do jogo foi lançada como o gang of four em 1990.

## Regras
Como outros jogos populares de cartas de baralho, várias variações existem às regras a seguir.
Após as cartas terem sido distribuídas, no geral, o jogador com a menor carta (o 3 ♦, embora caso um número menor de cartas estejam envolvidas possa ser uma carta maior) joga primeiro, com o jogo prosseguindo em uma direção horária.
Cartas podem ser colocadas na mesa como únicas, duplas, trios ou em grupo de cinco, utilizando as regras do pôquer. Ápos terem sido colocadas pelo primeiro jogador, o jogador a seguir precisa colocar um mesmo número de cartas que sejam maiores do que aqueles colocados pelo jogador anterior. Caso um jogador não possa ou não queira colocar uma carta ou combinação, ele passa seu turno. Caso todos os oponentes decidam passar, então o jogador remanescente possui o direito de colocar qualquer combinação permitida.
- Cartas únicas: qualquer carta do baralho, ordenadas pelo rank da carta (sendo 3 o menor e 2 o maior), com o naipe sendo o critério de desempate. Por exemplo, 2♠ é melhor que qualquer carta do jogo, A♠ é melhor que A ♦, esta sendo melhor que um K♠.
- Pares: Quaisquer duas cartas iguais, com o maior naipe das duplas sendo utilizado como critério de desempate. Um par de K♠ e K ♦ é melhor que um par de K ♥ e K♣.
- Trios: Três cartas iguais, desempate através do maior naipe.
- Cinco cartas: existem cinco mãos válidas, ordenadas a seguir do menor para o maior:
  - Sequência: Cinco cartas iguais, não do mesmo naipe. Caso empate ganha aquele com a maior sequência. 2-3-4-5-6 > 10-J-Q-K-A. Porém, A-2-3-4-5 é considerado a menor sequência;
  - Flush: Cinco cartas do mesmo naipe, não em sequência. O desempate é determinado primeiro pela carta de maior valor, e então pelo naipe mais alto. Certas variações populares não aceitam esta mão;
  - Full House: um trio e um par, o trio mais alto é utilizado como critério de desempate.
  - Quadra + 1: quatro cartas do mesmo valor mais uma carta qualquer. Observe que, ao contrário do pôquer, uma quadra não pode ser utilizada por sí só. O desempate é determinado pelo valor da quadra.
  - Sequência de mesmo naipe: Cinco cartas seguidas do mesmo naipe, não incluido a sequência do J até o 2. O desempate determinado primeiro pela maior carta, e então pelo maior naipe.
  - Sequência real: o mesmo que a sequência de mesmo naipe, mas limitado a J, Q, K, A e 2. Esta é a maior combinação possível. Apenas uma sequência real com um naipe maior pode vencer outra sequência real. A sequência real de espadas é a sequência mais poderosa do jogo.

### Re-embaralhação de cartas
Caso um jogador possua uma mão valendo 3 pontos ou menos, ele pode exigir uma re-embaralhação das cartas. A pontuação é Js=1, Qs=2, Ks=3, As=4, 2s=5, todas as outras cartas não valem nenhum ponto.

### Pontuação
Quando o primeiro jogador ter desfeito de todas as suas cartas, o jogo pára, e as cartas remanescentes dos outros jogadores são avaliadas. Métodos variam, sendo que na versão mais comum:
| Quantidade de cartas remanescentes   | Perde                          |
| Menos de 10                          | 1 ponto por carta remanescente |
| 11 ou 12                             | 2 pontos                       |
| Se não colocou nenhuma carta em jogo | 3 pontos                       |

O jogador que venceu o jogo pode ou não ganhar a soma (positiva) dos pontos perdidos pelos oponentes Por exemplo, se o jogador A venceu, e B, C e D possuem 3, 11 e 13 cartas restantes, então B perderia 3 pontos, C, 22 pontos, e D, 39 pontos, sendo que o jogador que venceu o jogo poderia obter 3+22+39= 64 pontos.
Uma partida de big two é no geral feito em uma série de jogos, com o vencedor sendo o jogador com a maior soma de pontos.

### Vitória imediata
Se em um jogo entre quatro jogadores, um jogador consegue uma sequência de 13 cartas (2-A-K-Q-J-10-9-8-7-6-5-4-3, não precisam ser do mesmo naipe), o jogador pode imediatamente declarar sua mão (chamada de "dragão". A pontuação é feita como se nenhum dos oponentes tivesse conseguido colocar suas cartas em jogo, ou seja, 13x3= 39 pontos perdidos para cada jogador, sendo no Pusoy Dos, 13x3x3= 117 pontos ganhos para o jogador que obteve o dragão.
A chance de obter um dragão é de {\displaystyle {\frac {4^{13}}{\tbinom {52}{13}}}=0.010568\%=1:9462} jogos.